# الجامعة التونسية للأولمبياد الخاص لحاملي الإعاقة الذهنية
الجامعة التونسية للأولمبياد الخاص لحاملي الإعاقة الذهنية (بالفرنسية: Federation Tunisienne des Jeux Olympiques Spéciaux pour les Personnes Handicapées Intellectuelles)‏ هي جامعة رياضية تونسية، تشرف على رياضة المعاقين في تونس.

## أهداف
تهدف الجامعة إلى:
- تنظيم وتطوير ومراقبة ممارسة رياضة المعاقين بمختلف أشكالها على التراب التونسي.
- إدارة وتنسيق أنشطة الجمعيات التي تضم الأعضاء الممارسين لرياضة المعاقين بمختلف أشكالها.
- الدفاع عن مصالح رياضة المعاقين في تونس.

## مقالات ذات صلة
- الاتحاد الرياضي الدولي للأشخاص ذوي الإعاقة الذهنية
- اللجنة البارالمبية الدولية
- الألعاب البارالمبية